# رضا نجفی
رضا نجفی دیپلمات ایرانی است که برای دومین بار نماینده دائم ایران در سازمان ملل متحد در وین و همچنین نماینده ایران در آژانس بین‌المللی انرژی اتمی است. وی پیش‌تر نیز از سال ۱۳۹۲ تا ۱۳۹۷ نماینده دائم ایران در سازمان ملل متحد در وین و همچنین نماینده ایران در آژانس بین‌المللی انرژی اتمی بوده‌است. نجفی از سال ۱۴۰۰ تا ۱۴۰۳ معاون حقوقی و بین‌المللی وزارت امور خارجه و از شهریور ۱۴۰۳ تا فروردین ۱۴۰۴ مشاور وزیر امور خارجه بوده‌است.

## سوابق تحصیلی
- کارشناسی روابط بین‌الملل دانشکده وزارت امور خارجه
- کارشناسی ارشد علوم سیاسی دانشگاه تهران
- دکتری حقوق بین‌الملل عمومی دانشگاه تهران